# 市岡晋一郎
市岡 晋一郎（いちおか しんいちろう、1830年 - 1896年11月27日）は、明治時代前期の開拓者。

## 経歴・人物
信濃国筑摩郡日出塩村（現長野県塩尻市）の庄屋の家に生まれる。幼名は「文暁」。父勘之丞と共に水田造成のため、私財を投じて奈良井川からの水利を計画し、山腹に隧道を設け、7年の歳月をかけて安政6年（1859年）に完成させた。
平田派国学に傾倒していた市岡は、幕末の戊辰戦争で中山道を江戸に向けて東下する官軍（東山道鎮撫軍）に従軍し、岩倉具視の知遇を得た。明治3年（1870年）、民部省下総開墾局知事の北島秀朝の懇請により、三井組の代理人として採用され、秩禄処分で困窮した士族に授産事業として小金牧一帯に入植帰農させ、開墾場周辺の農民を通い小作人として農業経験のない旧士族の指導に当たらせるなど、開墾の指揮を取った。のちに現地に記念碑が建立された。明治28年（1895年）に帰郷し、翌年死去した。享年66。岩倉の菩提寺である品川区の海晏寺に葬られた。